# УЄФА

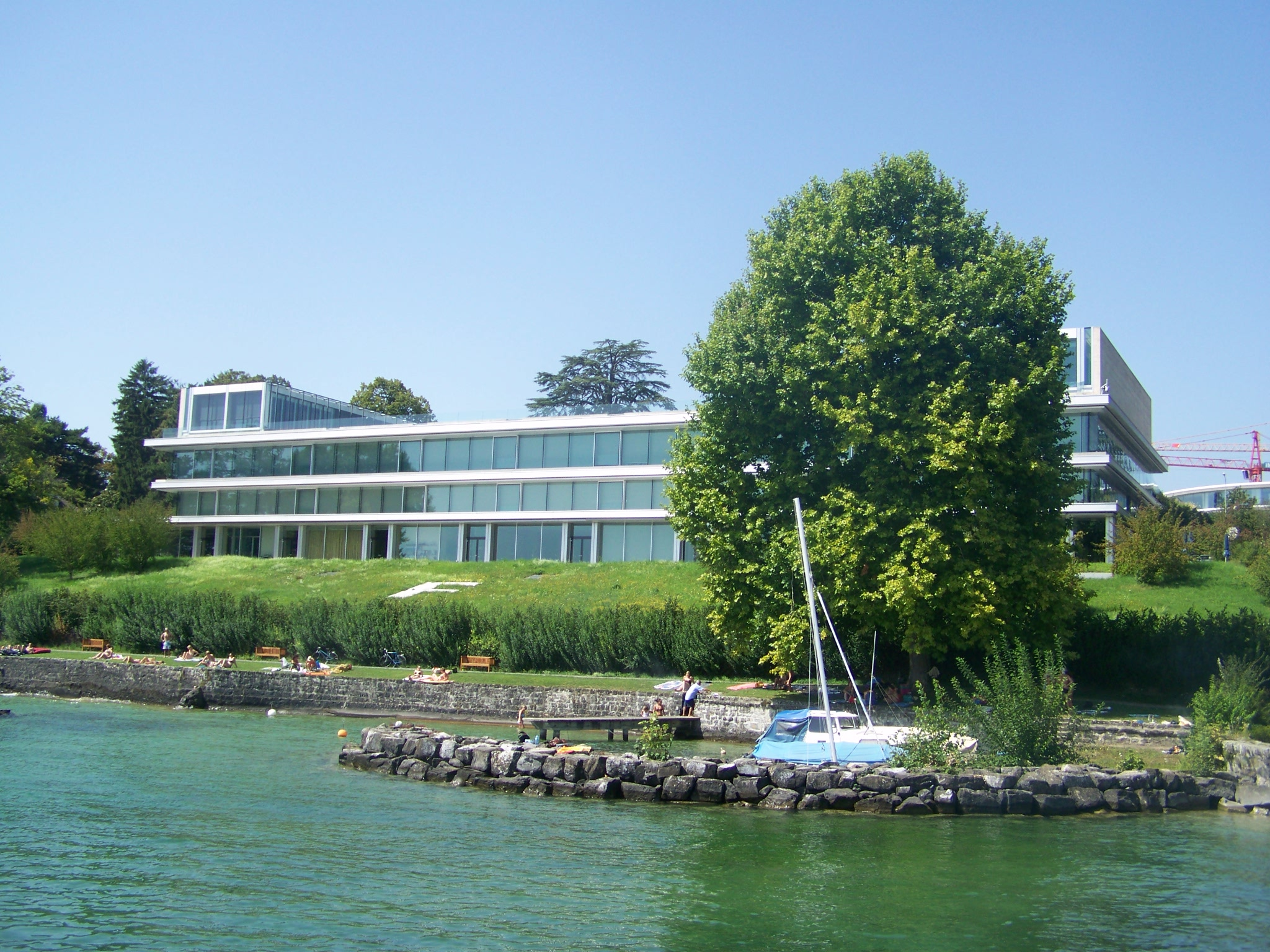
Штаб-квартира УЄФА на березі Женевського озера

АФК, КАФ, КОНКАКАФ, КОНМЕБОЛ, ОФК, УЄФА

Спілка європейських футбольних асоціацій (UEFA, фр. Union Européenne de Football Association, в українській транслітерації УЄФА) — адміністративний орган, який керує футбольними асоціаціями в Європі, хоча кілька держав-членів частково або повністю розташовані в Азії. Це одна з шести континентальних конфедерацій ФІФА, причому найбільш впливова й багата. Майже всі найсильніші футболісти світу грають у Європі через те, що саме в ній найбільші зарплати, особливо в Англії, Іспанії, Німеччині, Італії та Франції. Також УЄФА представляють багато сильних збірних світу, що визначає велике представництво країн цієї конфедерації на світових першостях: так, з 32 команд на чемпіонаті світу 2014 року УЄФА представляли 13. УЄФА складається з 55 членів національних асоціацій.
УЄФА представляє національні футбольні асоціації Європи, проводить національні та клубні змагання, включаючи Чемпіонат Європи, Ліги націй УЄФА, Лігу чемпіонів УЄФА, Лігу Європи УЄФА, Лігу конференцій УЄФА і Суперкубок УЄФА та розподіляє прибутки від реклами й трансляції на цих змаганнях, а також контролює грошові призи, регламент і права ЗМІ.
До 1959 року головний штаб розташовувався у Парижі, а потім в Берні. У 1995 році штаб-квартира УЄФА була переведена в Ньйон, Швейцарія. Анрі Делоне був першим генеральним секретарем, а Еббе Шварц — першим президентом. Нинішнім президентом є колишній президент Футбольної асоціації Словенії Александер Чеферін, який був обраний сьомим президентом УЄФА на 12-му Надзвичайному конгресі УЄФА в Афінах у вересні 2016 року і автоматично став віцепрезидентом ФІФА.

## Історія і членство
УЄФА було засновано 15 червня 1954 року в Базелі, Швейцарія після консультацій між італійськими, французькими і бельгійськими асоціаціями. Європейський футбольний союз спочатку налічував 25 членів; це число подвоїлося до початку 1990-х років. Членство в УЄФА здебільшого збігається з визнанням як суверенної країни в Європі, хоча є й винятки. Деякі держави (Монако і Ватикан) не є членами. Деякі члени УЄФА не є суверенними державами, але є частиною більш великої визнаної суверенної держави в контексті міжнародного права. До їх числа відносять Північну Ірландію, Шотландію, Англію і Уельс (Сполучене Королівство), Гібралтар (Британська заморська територія), Фарерські острови (автономна країна Данії) і Косово (спірна територія і частково визнана держава), проте в контексті цих країн функції уряду щодо спорту, як правило, виконуються на територіальному рівні, схожим з організацією-членом УЄФА. Деякі члени УЄФА є трансконтинентальними державами (Вірменія, Азербайджан, Грузія, Казахстан, Туреччина і Росія). Країни, які були членами Азійської футбольної конфедерації, також були допущені в європейську футбольну асоціацію, зокрема Ізраїль і Казахстан. Крім того, деяким членам асоціації УЄФА дозволяють мати команди за межами своєї основної території та брати участь в їх «домашніх» іграх. Наприклад, Монако бере участь у Французькій лізі (хоча і є окремою державою); валлійські клуби Кардіфф Сіті і Суонсі Сіті беруть участь в Англійській лізі; Бервік Рейнджерс, який розташований у Англії, грає в Шотландській лізі і Деррі Сіті, розташований в Північній Ірландії, грає в Ірландській Лізі Ірландії.
2023 року після заборони УЄФА повернув до змагань юнацькі команди з росії, мотивувавшим це турботою про неповнолітніх футболістів. Після цього англійська Футбольна асоціація відмовилася грати проти збірних із росії, згодом до бойкоту долучилися Латвія та Польща.

## Список членів
| Код | Асоціація            | Національні збірні | Дата заснування | Рік вступу до УЄФА | Рік вступу до ФІФА |
| --- | -------------------- | ------------------ | --------------- | ------------------ | ------------------ |
| AUT | Австрія              | Чоловіки           | 1904            | 1954               | 1905               |
| AZE | Азербайджан          | Чоловіки           | 1992            | 1994               | 1994               |
| ALB | Албанія              | Чоловіки           | 1930            | 1954               | 1932               |
| ENG | Англія               | Чоловіки           | 1863            | 1954               | 1905               |
| AND | Андорра              | Чоловіки           | 1994            | 1996               | 1996               |
| BEL | Бельгія              | Чоловіки           | 1895            | 1954               | 1904               |
| BLR | Білорусь             | Чоловіки           | 1989            | 1993               | 1992               |
| BUL | Болгарія             | Чоловіки           | 1923            | 1954               | 1924               |
| BIH | Боснія і Герцеговина | Чоловіки           | 1992            | 1998               | 1996               |
| ARM | Вірменія             | Чоловіки           | 1992            | 1993               | 1992               |
| GIB | Гібралтар            | Чоловіки           | 1895            | 2013               | 2016               |
| GRE | Греція               | Чоловіки           | 1926            | 1954               | 1927               |
| GEO | Грузія               | Чоловіки           | 1990            | 1992               | 1992               |
| DEN | Данія                | Чоловіки           | 1889            | 1954               | 1904               |
| EST | Естонія              | Чоловіки           | 1921            | 1992               | 1923               |
| ISR | Ізраїль1             | Чоловіки           | 1928            | 1994               | 1929               |
| IRL | Ірландія             | Чоловіки           | 1921            | 1954               | 1923               |
| ISL | Ісландія             | Чоловіки           | 1947            | 1954               | 1947               |
| ESP | Іспанія              | Чоловіки           | 1913            | 1954               | 1914               |
| ITA | Італія               | Чоловіки           | 1898            | 1954               | 1905               |
| KAZ | Казахстан2           | Чоловіки           | 1914            | 2002               | 1994               |
| CYP | Кіпр                 | Чоловіки           | 1934            | 1962               | 1948               |
| KVX | Косово               | Чоловіки           | 1946            | 2016               | 2016               |
| LVA | Латвія               | Чоловіки           | 1921            | 1992               | 1922               |
| LTU | Литва                | Чоловіки           | 1922            | 1992               | 1923               |
| LIE | Ліхтенштейн          | Чоловіки           | 1934            | 1974               | 1974               |
| LUX | Люксембург           | Чоловіки           | 1908            | 1954               | 1910               |
| MLT | Мальта               | Чоловіки           | 1900            | 1960               | 1959               |
| MDA | Молдова              | Чоловіки           | 1990            | 1993               | 1994               |
| NED | Нідерланди           | Чоловіки           | 1889            | 1954               | 1904               |
| GER | Німеччина            | Чоловіки           | 1900            | 1954               | 1904               |
| NOR | Норвегія             | Чоловіки           | 1902            | 1954               | 1908               |
| NIR | Північна Ірландія    | Чоловіки           | 1880            | 1954               | 1911               |
| MKD | Північна Македонія   | Чоловіки           | 1948            | 1994               | 1994               |
| POL | Польща               | Чоловіки           | 1919            | 1954               | 1923               |
| POR | Португалія           | Чоловіки           | 1914            | 1954               | 1923               |
| RUS | Росія                | Чоловіки           | 1912            | 1954               | 1912               |
| ROU | Румунія              | Чоловіки           | 1909            | 1954               | 1923               |
| SMR | Сан-Марино           | Чоловіки           | 1931            | 1988               | 1988               |
| SRB | Сербія               | Чоловіки           | 1919            | 1954               | 1921               |
| SVK | Словаччина           | Чоловіки           | 1938            | 1993               | 1994               |
| SVN | Словенія             | Чоловіки           | 1920            | 1992               | 1992               |
| TUR | Туреччина            | Чоловіки           | 1923            | 1962               | 1923               |
| HUN | Угорщина             | Чоловіки           | 1901            | 1954               | 1906               |
| WAL | Уельс                | Чоловіки           | 1876            | 1954               | 1910               |
| UKR | Україна              | Чоловіки           | 1991            | 1992               | 1992               |
| FRO | Фарерські острови    | Чоловіки           | 1979            | 1990               | 1988               |
| FIN | Фінляндія            | Чоловіки           | 1907            | 1954               | 1908               |
| FRA | Франція              | Чоловіки           | 1919            | 1954               | 1904               |
| CRO | Хорватія             | Чоловіки           | 1912            | 1993               | 1992               |
| CZE | Чехія                | Чоловіки           | 1901            | 1954               | 1907               |
| MNE | Чорногорія           | Чоловіки           | 1931            | 2007               | 2007               |
| SUI | Швейцарія            | Чоловіки           | 1895            | 1954               | 1904               |
| SWE | Швеція               | Чоловіки           | 1904            | 1954               | 1904               |
| SCO | Шотландія            | Чоловіки           | 1873            | 1954               | 1910               |

### Колишні члени
- Саарский футбольний союз (1954—1956)
- Футбольний союз НДР (1954—1990)
- Федерація футболу СРСР (1954—1991), з 1992 Російський футбольний союз. Нові незалежні 14 радянських республік створили свої власні футбольні асоціації, і всі вони стали членами ФІФА та УЄФА або АФК.
- Чехословацький футбольний союз (1922—1993). Чехія і Словаччина стали окремими незалежними державами і створили власні футбольні асоціації
- Футбольний союз Югославії (1954—1992). Сербія і Чорногорія, Боснія і Герцеговина, Хорватія, Македонія і Словенія стали незалежними державами і створили власні футбольні асоціації.
- Футбольний союз Сербії і Чорногорії (1992—2006). Сербія і Чорногорія стали окремими незалежними державами і створили власні футбольні асоціації

## Змагання
УЄФА проводить офіційні міжнародні змагання в Європі і деяких країнах Північної, Західної та Центральної Азії для національних команд та професійних клубів. Деякі з цих змагань вважаються найпрестижнішими в світі.

### Міжнародні
Основним змаганням для чоловічих збірних є чемпіонат Європи з футболу, заснований в 1958 році, перший фінал якого пройшов у 1960 році і отримав назву Кубок європейських націй і називався так до 1964 року. Його ще називають ЄВРО. УЄФА також проводить національні змагання на рівні молодіжних команд U-21, U-19 і U-17. Для жіночих збірних існує жіночий чемпіонат Європи, а також молодіжні жіночі змагання WU-19 і WU-17.
УЄФА раніше організовував Кубок Меридіана спільно з КАФ для молодіжних команд, щоб посилити молодіжний футбол. З 1999 року проводить Кубок Регіонів для напівпрофесійних команд, які представляють місцеві регіони. У футзалі проводить чемпіонат Європи та молодіжний чемпіонат Європи.
Італійські, німецькі, іспанські та французькі чоловічі збірні є єдиними командами, які виграли чемпіонат Європи з футболу в усіх категоріях.

### Клубні
УЄФА проводить наступні клубні турніри (також відомі в сукупності як Єврокубки):
1. Ліга чемпіонів УЄФА (в минулому ‒ Кубок європейських чемпіонів)
2. Ліга Європи УЄФА (в минулому ‒ Кубок УЄФА)
3. Ліга конференцій УЄФА

Ліга чемпіонів (з 1955 по 1992 рік відома як Кубок європейських чемпіонів) є найпрестижнішим клубним турніром УЄФА. Проходить кожен рік починаючи з сезону 1992/93 і збирає найкращі 1-4 команди ліги кожної країни (кількість команд залежить від рейтингу цієї країни і може збільшуватися або зменшуватися).
УЄФА також проводить жіночу Лігу чемпіонів. Турнір був вперше проведений в 2001 році і називався Кубок УЄФА серед жінок. З 2009 року має теперішню назву.
Ліга Європи (з 1971 по 2009 рік відома як Кубок УЄФА) є другим турніром за престижем. Це турнір, для команди з сильніших країн за рейтингом асоціацій, а саме переможців національних кубків та для команд вищих ліг національних чемпіонатів, які не потрапили до Ліги чемпіонів, а також команд, які вибули з пізніших етапів кваліфікації Ліги чемпіонів. Турнір був започаткований як Кубок УЄФА в 1971 році в ролі наступника Кубка Ярмарків (який існував з 1955 року).
Ліга конференцій ‒ третій за престижністю турнір УЄФА, рішення про створення якого УЄФА ухвалили у  2018 році. Перший розіграш відбувся в сезоні 2021—2022. До цього, третього за престижністю турніру, потрапляють переможці національних кубків з асоціацій, які не потрапляють до Ліги Європи, а також команди з національних чемпіонатів, які не потрапили до інших двох турнірів.
Існує також Суперкубок УЄФА, який розігрується між переможцем Ліги чемпіонів та переможцем Ліги Європи. З'явився в 1973 році, до 1999 року проводився між переможцем Ліги чемпіонів та володарем Кубку володарів кубків.
Головним і єдиним клубним турніром УЄФА з футзалу є Кубок УЄФА з футзалу (з 2018 року — Ліга чемпіонів УЄФА з футзалу), який проводиться з 2001 року замінивши неофіційний Турнір європейських чемпіонів.

### Скасовані й реформовані турніри
- Кубок Інтертото — щорічний літній турнір, який керувався декількома центрально-європейськими футбольними асоціаціями, а пізніше офіційно визнаний УЄФА і почав проводитися під його егідою. В ньому брали участь команди, що не отримали путівки ні до Ліги чемпіонів, ні до Кубку УЄФА. Переможці (до 2007 року їх було 3, потім 11) отримували право на участь у Кубку УЄФА. В 2009 Кубок Інтертото і Кубок УЄФА було об'єднано в один турнір — Лігу Європи.
- Міжконтинентальний кубок — міжнародне змагання, що проводилося з 1960 по 2004 рік спільно УЄФА та КОНМЕБОЛ. У змаганні брали участь переможці Ліги чемпіонів УЄФА та Кубку Лібертадорес. Останній розіграш змагання відбувся 2004 року, з 2005 року змагання було замінено Клубним чемпіонатом світу, який проводиться під егідою ФІФА.
- Кубок володарів кубків — щорічний клубний турнір, що розігрувався з 1960 по 1999 рік. Право участі в турнірі мали володарі кубку країн, або фіналісти (у випадку, якщо кубок країни здобувався чемпіоном). В 1999 році об'єднано з Кубком УЄФА.
- Кубок європейських чемпіонів — щорічний клубний турнір, що розігрувався з 1955 по 1992 рік. В турнір потрапляли команди, що найуспішніше виступили в національних чемпіонатах минулого сезону. В 1992 році реформовано в Лігу чемпіонів.
- Кубок ярмарків — неофіційний попередник Кубку УЄФА. Розігрувався з 1955 по 1971 рік. В турнірі брали участь збірні команди з міст Європи, де регулярно проводилися міжнародні ярмарки. В 1971 році реформовано в Кубок УЄФА.
- Кубок УЄФА — неофіційний правонаступник Кубку ярмарків. Розігрувався з 1971 по 2009 рік. В турнірі брали участь команди, що в минулому сезоні посіли певні місця в національному чемпіонаті, згідно з рейтингом УЄФА. В 2009 році реформовано в Лігу Європи.
- Тільки п'ять команд («Ювентус», «Аякс», «Баварія», «Челсі» та «Манчестер Юнайтед») виграли кожен з трьох основних змагань (Кубок європейських чемпіонів/Ліга чемпіонів, Кубок володарів кубків і Кубок УЄФА/Ліга Європи), що вже є неможливим для будь-якої команди, яка не виграла Кубка володарів кубків. Наразі в Європі є дев'ять команд, які виграли два з трьох трофеїв; всі, крім одного, виграли Кубок володарів кубків: чотирьом потрібно виграти Лігу чемпіонів, а п'ятьом Лігу Європи.
- Італійський «Ювентус» став першою командою в Європі, і поки що єдиною, яка виграла всі офіційні кубки УЄФА, і в знак цього досягнення отримала Почесний знак УЄФА від 12 липня 1988 року.

### Змагання УЄФА
| Клубні: - Ліга чемпіонів УЄФА - Ліга Європи УЄФА - Ліга конференцій УЄФА - Суперкубок УЄФА - Жіноча Ліга чемпіонів УЄФА - Юнацька ліга УЄФА - Кубок УЄФА з футзалу Недіючі - Кубок володарів кубків УЄФА - Кубок Інтертото | Міжнародні: - Чемпіонат Європи - Ліга націй УЄФА (з 2018 року) - Чемпіонат Європи серед молодіжних команд - Юнацький чемпіонат Європи (U-19) - Юнацький чемпіонат Європи (U-17) - Жіночий чемпіонат Європи - Жіночий чемпіонат Європи (U-19) - Жіночий чемпіонат Європи (U-17) - Чемпіонат Європи з футзалу - Молодіжний чемпіонат Європи з футзалу | Міжконтинентальні: - Кубок чемпіонів КОНМЕБОЛ–УЄФА Недіючі - Суперкубок міжконтинентальних чемпіонів - Міжконтинентальний кубок - Кубок Меридіан | Аматорські: - Кубок регіонів УЄФА Недіючі - Аматорський кубок УЄФА |

### Поточні переможці
| Змагання                                   | Чемпіон                   | Титул  |        |
| Клубні                                     | Клубні                    | Клубні | Клубні |
| ------------------------------------------ | ------------------------- | ------ | ------ |
| Ліга чемпіонів УЄФА                        | «ПСЖ»                     | 1-й    |        |
| Ліга Європи УЄФА                           | «Тоттенгем»               | 3-й    |        |
| Ліга конференцій УЄФА                      | «Челсі»                   | 1-й    |        |
| Суперкубок УЄФА                            | «Реал Мадрид»             | 6-й    |        |
| Жіноча Ліга чемпіонів УЄФА                 | «Олімпік Ліон»            | 8-й    |        |
| Юнацька ліга УЄФА                          | «Бенфіка»                 | 1-й    |        |
| Ліга чемпіонів УЄФА з футзалу              | «Барселона»               | 4-й    |        |
| Кубок регіонів УЄФА                        | Нижньосілезьке воєводство | 2-й    |        |
| Міжнародні чоловічі                        |                           |        |        |
| Чемпіонат Європи з футболу                 | Італія                    | 2-й    |        |
| Ліга націй УЄФА                            | Франція                   | 1-й    |        |
| Чемпіонат Європи серед молодіжних команд   | Німеччина                 | 3-й    |        |
| Юнацький чемпіонат Європи (U-19)           | Іспанія                   | 11-й   |        |
| Юнацький чемпіонат Європи (U-17)           | Нідерланди                | 4-й    |        |
| Чемпіонат Європи з футзалу                 | Португалія                | 1-й    |        |
| Юнацький чемпіонат Європи з футзалу (U-19) | Іспанія                   | 1-й    |        |
| Міжнародні жіночі                          |                           |        |        |
| Жіночий чемпіонат Європи                   | Нідерланди                | 1-й    |        |
| Жіночий чемпіонат Європи (U-19)            | Франція                   | 5-й    |        |
| Жіночий чемпіонат Європи (U-17)            | Німеччина                 | 7-й    |        |
| Жіночий чемпіонат Європи з футзалу         | Іспанія                   | 1-й    |        |

## Керівні органи УЄФА
- Конгрес УЄФА
  - Конгрес УЄФА є вищим органом контролю УЄФА, який об’єднує президентів і генеральних секретарів, які представляють кожну з 55 асоціацій-членів, щоб ухвалювати рішення, які допомагають формувати європейський футбол. Під головуванням чинного президента УЄФА учасники обговорюють і голосують за рішення, заходи та пропозиції як від керівного органу, так і від асоціацій. Конгреси, як правило, проводяться протягом одного дня, можуть бути звичайними або позачерговими. Звичайні конгреси збираються щороку, а надзвичайний конгрес може бути скликаний Виконавчим комітетом УЄФА або за письмовим запитом однієї п’ятої чи більше асоціацій-членів. Другий черговий з’їзд також може бути скликаний Виконавчим комітетом для розгляду фінансових та/або особливо важливих питань.
- Виконавчий комітет УЄФА
  - Виконавчий комітет УЄФА складається з президента УЄФА та 19 інших членів: 16 обираються Конгресом УЄФА (включаючи принаймні одну жінку-члена), ще 2 — Асоціацією європейських клубів і хтось один представляє Європейські ліги. Усі члени мають однакові права та обов’язки. Виконавчий комітет УЄФА не повинен включати більше одного представника однієї асоціації-члена УЄФА. Це правило не поширюється ні на жінок-членів, ні на членів, обраних Європейською асоціацією клубів (ECA) і Європейськими лігами. Члени, обрані ECA, не можуть належати до клубів, які належать до однієї асоціації-члена. Кожен кандидат, який балотується на виборах до комітету, повинен обіймати активну посаду (тобто президента, віце-президента, генерального секретаря або головного виконавчого директора) у своїй асоціації-члені – за винятком президента УЄФА та будь-якої жінки-члена. За пропозицією президента комітет обирає першого віцепрезидента, чотирьох інших віцепрезидентів і скарбника (з таким самим статусом, як і віцепрезидент). Президент може покласти конкретні обов'язки на кожного з віцепрезидентів.
- Інші комітети
  - Дев'ятнадцять комітетів беруть участь у формуванні політики УЄФА в широкій палітрі європейського футболу. Комітети обговорюють питання, починаючи від медичних і статусу/трансферів гравців до суддівства, фінансів і змагань УЄФА, а також подають поради, пропозиції та рекомендації Виконавчому комітету УЄФА, який також може делегувати деякі свої обов'язки комітету. Члени комітетів та експертних груп призначаються на чотири роки.
- Адміністрація УЄФА
  - Адміністрація УЄФА відповідає за повсякденну роботу керівного органу європейського футболу. Вона очолюється генеральним секретарем УЄФА. Адміністрація УЄФА базується на березі Женевського озера в штаб-квартирі в Ньоні, Швейцарія, яка офіційно відкрилася для роботи 5 жовтня 1999 року. До цього штаб-квартира знаходилася в Парижі (до 1959 року); у федеральній столиці Швейцарії, Берн (1959–1995), та тимчасовому офіси в Ньоні (1995–вересень 1999). У жовтні 2010 року УЄФА відкрили нову адміністративну будівлю «Ла Клер'єр» (фр. La Clairière),[6] а в березні 2012 року відкрили третю «Буа-Бужи» (фр. Bois-Bougy).
- Органи УЄФА з питань здійснення правосуддя
  - Члени органів відправлення правосуддя є незалежними і не можуть входити до жодного іншого органу чи комітету УЄФА. Члени органів здійснення правосуддя обираються виконавчим комітетом строком на чотири роки. Вибрані члени органів УЄФА з відправлення правосуддя представлені Конгресу для ратифікації. Подальші правила, що стосуються органів УЄФА для відправлення правосуддя, викладені в Дисциплінарному регламенті УЄФА або в інших спеціальних положеннях, ухвалених Виконавчим комітетом. До органів УЄФА з питань здійснення правосуддя належать:
    - Дисциплінарні органи УЄФА (Контрольний, етичний і дисциплінарний орган і Апеляційний орган)
    - інспектори з етики та дисципліни
    - Орган фінансового контролю клубу

## Керівники УЄФА

### Президенти УЄФА
|    | Ім'я                        | Країна    | Термін    |
| -- | --------------------------- | --------- | --------- |
| 1. | Еббе Шварц                  | Данія     | 1954—1962 |
| 2. | Густав Відеркер             | Швейцарія | 1962—1972 |
| -  | Шандор Барч (в. о.)         | Угорщина  | 1972—1973 |
| 3. | Артеміо Франкі              | Італія    | 1973—1983 |
| 3. | Жак Жорж                    | Франція   | 1983—1990 |
| 5. | Леннарт Юганссон            | Швеція    | 1990—2007 |
| 6. | Мішель Платіні              | Франція   | 2007—2015 |
| -  | Анхель Марія Вільяр (в. о.) | Іспанія   | 2015—2016 |
| 7. | Александер Чеферін          | Словенія  | 2016—     |

### Генеральні секретарі УЄФА

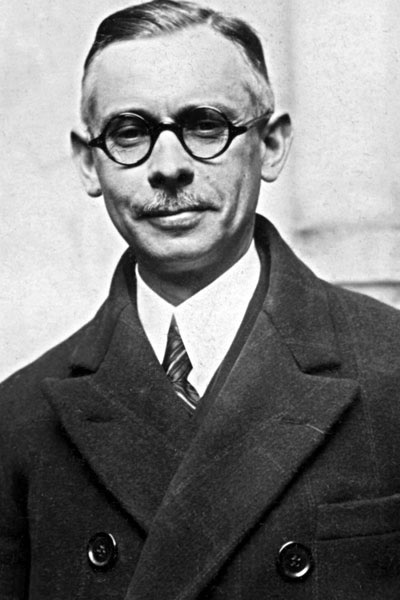
Анрі Делоне — перший генеральний секретар

1954–1999 рр. посада називалась, як «генеральний секретар». В грудні 1999 року Адміністративний секретаріат був переформатований на адміністрацію УЄФА. Її в ролі виконавчого директора очолив Гергард Айгнер, котрий з 1989-го займав посаду генерального секретаря. На десятому позачерговому конгресі УЄФА, який відбувався в Цюриху 28 травня 2007 року вирішено, що посада голови адміністрації УЄФА знову буде називатись, як «генеральний секретар».
|    | Ім'я                 | Країна    | Термін    |
| -- | -------------------- | --------- | --------- |
| 1. | Анрі Делоне          | Франція   | 1954—1955 |
| 2. | П'єр Делоне          | Франція   | 1955—1960 |
| 3. | Ганс Бангертер       | Швейцарія | 1960—1989 |
| 4. | Гергард Айгнер       | Німеччина | 1989—2003 |
| 5. | Ларс-Крістер Ольссон | Швеція    | 2003—2007 |
| 6. | Девід Тейлор         | Шотландія | 2007—2009 |
| 7. | Джанні Інфантіно     | Італія    | 2009—2016 |
| 8. | Теодор Теодорідіс    | Греція    | 2016—     |

## Логотип

Логотип із 2012 року